# Northern Lights
Northern Lights - nazwa supergrupy złożonej z kanadyjskich artystów, którzy nagrali utwór "Tears Are Not Enough" by wspomóc walkę z głodem w Afryce w 1985.
Nagranie było kanadyjską odpowiedzią na brytyjskie i amerykańskie odpowiedniki walczące z głodem w Etiopii w latach 1984-1985. Brytyjska supergrupa "Band Aid" zarejestrowała piosenkę "Do They Know It’s Christmas?" 25 listopada 1984, podczas gdy amerykańska "USA for Africa" nagrała piosenkę "We Are the World" 28 stycznia 1985. Wpływy ze sprzedaży wszystkich utworów zostały przeznaczone na walkę z głodem w Etiopii. 
Utwór "Tears Are Not Enough" został napisany przez Davida Fostera, Jima Vallancea, Bryana Adamsa, Rachela Paiementa, Boba Rocka i Paula Hyde. Muzykę napisali Foster i Vallance. Vallance i Adams napisali wersję angielską, a Rachel Paiement francuską. 
Tytuł "Tears Are Not Enough" został wypożyczony z piosenki innej kanadyjskiej grupy "Payola$". Utwór został napisany między 1 a 3 lutego 1985 w domowym studio Jima Vallance i Rachel Paiement w Vancouver. Nagranie miało miejsce 10 lutego 1985 w Manta Sound Studios w Toronto.
W teledysku można ujrzeć hokeistów i publiczność uczestniczących w NHL All-Star Game w 1985 roku w Calgary.

## Uczestniczący artyści

### Solo
- Gordon Lightfoot
- Burton Cummings
- Anne Murray
- Joni Mitchell
- Dan Hill
- Neil Young
- Bryan Adams
- Corey Hart
- Bruce Cockburn
- Geddy Lee
- Mike Reno (członek grupy Loverboy)

### Duety i tria
- Liberty Silver i Mike Reno
- Carroll Baker, Ronnie Hawkins i Murray McLauchlan
- Véronique Béliveau, Robert Charlebois i Claude Dubois
- Don Gerrard i Bryan Adams
- Lisa Dal Bello i Alfie Zappacosta
- Paul Hyde i Carole Pope
- Salome Bey, Mark Holmes i Lorraine Segato

### Instrumentaliści lub w chórkach
- Paul Anka
- John Candy
- Liona Boyd
- Tom Cochrane (członek grupy Red Rider)
- Tommy Hunter
- Kim Mitchell
- Oscar Peterson
- Paul Shaffer
- Jane Siberry
- Martha Johnson
- Sylvia Tyson
- Eugene Levy
- Dean McTaggart
- Frank Mills
- Graham Shaw
- Leroy Sibbles
- Barry Harris
- Catherine O’Hara
- Wayne St. John